# Grabraub

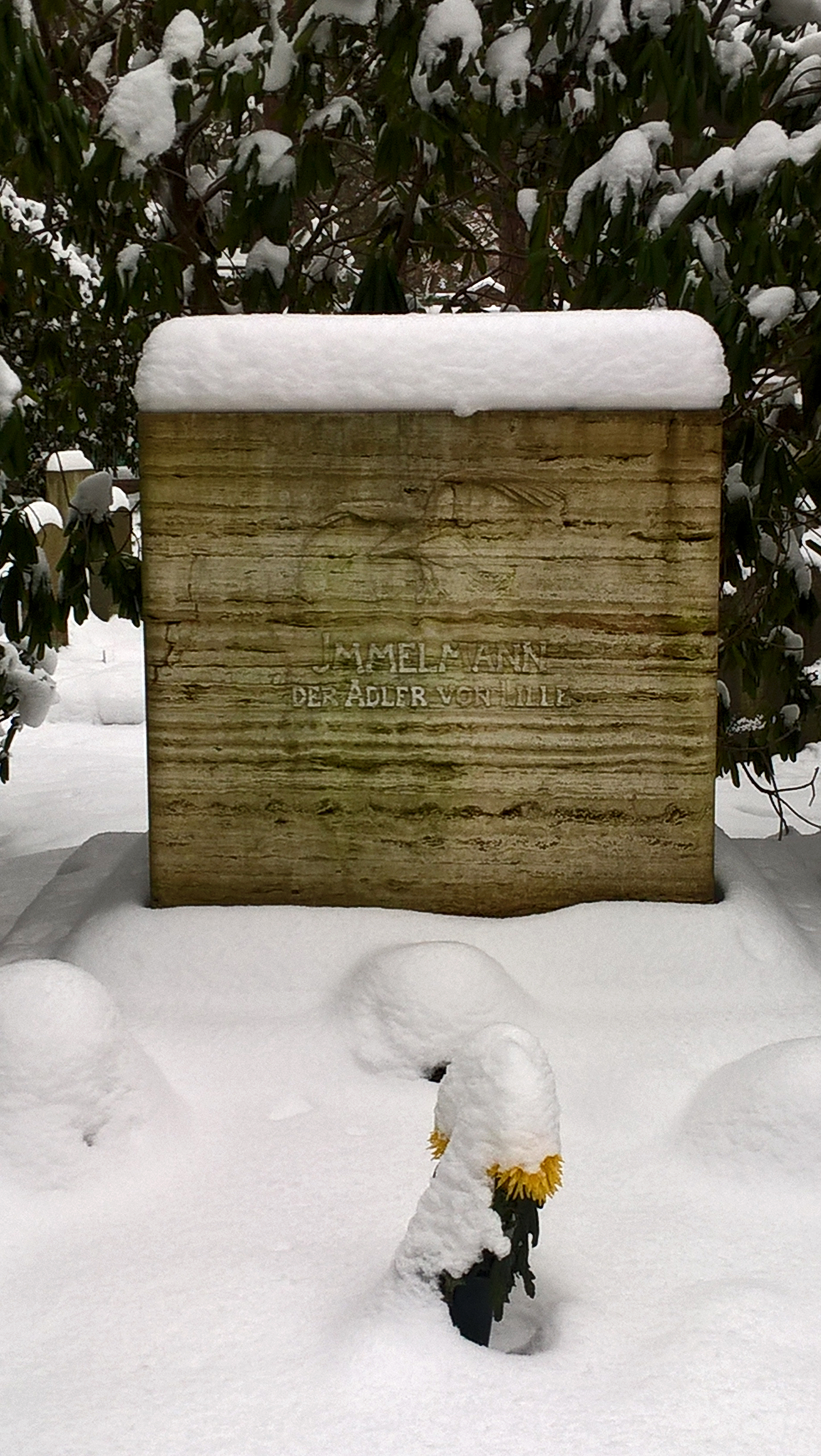
Grabraub Max Immelmann in Dresden Tolkewitz – 31. Januar 2021

Unter Grabraub wird im Allgemeinen das Ausplündern von Gräbern und die Entnahme von Grabbeigaben verstanden. Es handelt sich um ein altes Phänomen, das heute ebenso wie Raubgrabungen in anderen archäologischen Stätten im Allgemeinen einen Straftatbestand darstellt.

## Grabraub im alten Ägypten
In Kulturen wie dem Alten Ägypten, in denen Tote mit reichhaltigen Beigaben beerdigt wurden, war die Grabräuberei ein lukratives Geschäft, von dem ganze Familien lebten. Die meisten ägyptischen Gräber wurden lange vor ihrer Entdeckung durch Archäologen von Grabräubern geplündert. Viele Kunst- und Kulturschätze gingen auf diese Weise unwiederbringlich verloren, da die Artefakte oftmals eingeschmolzen wurden, um das wertvolle Metall zu erhalten und so weiterverkaufen zu können. Im günstigeren Fall tauchten die Grabbeigaben auf Märkten oder Basaren wieder auf.
Gerade in der Ramessidenzeit blühte der Handel mit Gegenständen, die aus Gräbern im Tal der Könige oder dem Tal der Königinnen stammten. Selbst die thebanischen Priester sollen in diese Machenschaften durch Korruption verwickelt gewesen sein. So ist aus dem 16. Regierungsjahr Ramses IX. ein Prozess gegen Grabräuber belegt. Hier wird auch deutlich, dass die meisten Grabräuber dieser Epoche aus dem unmittelbaren Umfeld der Maurer, Steinmetze, Kunsthandwerker, Umrisszeichner und Ausmaler stammten, die die Gräber bauten, da nur diese nach der Schließung eines Grabes dessen Aufbau kannten und wussten, wo die eigentliche Grabkammer lag.
Die wohl bekannteste Grabräuberfamilie des modernen Ägypten war die in Qurna ansässige Sippe der Abd el-Rassul, deren Brüder Achmed und Muhammad zufällig die berühmte Königscachette von Deir el-Bahari (TT 320) fanden und am 5. Juli 1881 Beamte der ägyptischen Altertumsverwaltung dorthin führten. Es wurden dort etliche Mumien der bekanntesten Pharaonen der ägyptischen Antike aus der 18. bis 20. Dynastie gefunden.

## Grabraub in der heutigen Zeit
In zahlreichen Abenteuerfilmen (Indiana Jones) und Computerspielen (Lara Croft aus Tomb Raider) wird der Grabraub als Schauplatz thematisiert und überwiegend unkritisch als „Kavaliersdelikt“ eingebaut. In der Realwelt heutiger Touristen ergeben sich dagegen zunehmend drakonische Geld- oder Freiheitsstrafen für ahnungslose Käufer von archäologischen Fundstücken, wie sie z. B. bei kleineren Grabraubdelikten im Mittelmeerraum immer wieder vorkommen.
Plünderungen archäologischer Stätten setzen sehr häufig an Gräbern an, da sich die Räuber dort reiche Schätze in Form von Beigaben erhoffen. Anders als Siedlungsfunde, die meist zerbrochen sind, besteht in Gräbern Hoffnung auf vollständige Objekte. Im Hintergrund steht ein wachsender – illegaler – Markt mit Antiken.
Einige Beispiele:
- Im sizilianischen Morgantina liegt eine der bedeutendsten Ausgrabungsstätten der hellenistischen Kultur. Wegen des Raubs bedeutender Kunstwerke aus Morgantina, wie der einer Statue Aphrodites, die 1986 gleich nach der Ausgrabung gestohlen worden war, wurde am 18. Juli 2006 in Rom ein Prozess gegen Marion True, langjährige Kuratorin des Getty Museums, und den Kunsthändler Robert E. Hecht mit der Anklage von Hehlerei und Kunstschmuggel geöffnet.[1][2] Um die Rückgabe gestohlener Kunstwerke aus Italien zu erreichen, hat 2006 das italienische Ministerium für Kultur (Ministero dei Beni Culturali) Verhandlungen mit mehreren Museen, unter anderen dem Getty Center für die Rückgabe des sogenannten Getty Bronze[3] und der genannten Statue Aphrodites[4] und dem Metropolitan Museum of Art geöffnet und teilweise erfolgreich abgeschlossen. In Rom beobachten Spezialisten kontinuierlich den internationalen Kunstmarkt, um neu auf dem Markt angebotene Grabgegenstände sofort als solche identifizieren zu können.
- 1975 wurde Ciudad Perdida (span. für „verlorene Stadt“) durch Grabräuber wiederentdeckt und geplündert.
- Vier mongolische Hirten wollten 2004 in der Volksrepublik China in eine historische Grabstätte aus der Liao-Dynastie einbrechen. Da aber die Gruft plötzlich einstürzte, wurden die vier Grabräuber verschüttet. Nur einer der Männer konnte entkommen.
- In Peru wurde Ostern 2004 bei einem Grabraub ein fast 1.000 Jahre altes, wertvolles Wandgemälde der Lambayeque-Kultur in Huaca Bandera zerstört. Da es in der Grabstätte keine wertvollen Schmuckstücke, Keramiken oder Textilien gab, vandalierten die Räuber ein Drachen-Reliefgemälde.
- Etwa seit dem Jahr 1990 wurden verstärkt Orden, Erkennungsmarken und Ausrüstungsgegenstände aus dem Zweiten Weltkrieg auf Messen und im Internet angeboten, die zuvor aus Soldatengräbern gestohlen wurden.
- In der Nacht zum Sonntag am 31. Januar 2021 wurde das Ehrengrabmal des weltberühmten Jagdfliegers Max Immelmann in Dresden beraubt und geschändet. Die ca. 100 Kilogramm schwere Grabfigur mit dem Titel „Adler von Lille“ wurde demontiert und abtransportiert. Sie ist von historisch unschätzbaren Wert. Die Staatsanwaltschaft bezifferte den materiellen Wert der Figur auf mindestens 50.000 €. Die Grabfigur wurde von der Polizei in Dresden sichergestellt und nach erfolgter Restaurierung auf Grund ihrer Beschädigung zur Grabstelle von Max Immelmann zurück verbracht.[5][6][7]

## Grabraub vs. Archäologie
Den ersten Archäologen wurde oft Grabräuberei vorgeworfen, da sie viele Grabgegenstände außer Landes brachten. Auch heute werden wissenschaftliche Grabungen von den Nachfahren der zu erforschenden Kulturen mitunter als Grabraub betrachtet. Ein Beispiel dafür ist der seit Mitte der 1990er andauernde Streit zwischen nordamerikanischen Indianern und den Erforschern des so genannten Kennewick-Manns.